# Косточковка
Косточко́вка (до 1945 года Эшкене́; укр. Кісточківка, крымскотат. Büyük Eşkene, Буюк Эшкене) — село в Нижнегорском районе Республики Крым, центр Косточковского сельского поселения (согласно административно-территориальному делению Украины — Косточковского сельского совета Автономной Республики Крым).

## Население
| 2001 | 2014 |
| ---- | ---- |
| 1082 | ↘892 |

Всеукраинская перепись 2001 года показала следующее распределение по носителям языка
| Язык             | Процент |
| ---------------- | ------- |
| русский          | 86.23   |
| крымскотатарский | 9.06    |
| украинский       | 4.25    |
| другие           | 0.37    |

### Динамика численности
| - 1915 год — 0/25 чел. - 1926 год — 42 чел. - 1939 год — 272 чел. - 1989 год — 953 чел. | - 2001 год — 1082 чел. - 2009 год — 994 чел. - 2014 год — 892 чел. |

## Современное состояние
На 2017 год в Косточковке числится 16 улиц и 2 переулка; на 2009 год, по данным сельсовета, село занимало площадь 118 гектаров на которой, в 381 дворе, проживало 994 человека. В селе действуют средняя школа, фельдшерско-акушерский пункт, отделение почты России, сельский дом
культуры, библиотека-филиал № 11, храм Покрова Божией Матери. Косточковка связана автобусным сообщением с Симферополем, райцентром и соседними населёнными пунктами.

## География
Косточковка — село на юге района, в степном Крыму, на правом берегу реки Биюк-Карасу, высота центра села над уровнем моря — 48 м. Соседние сёла: примыкающие с севера Серово и с запада, на другом берегу реки, Садовое. Расстояние до райцентра — около 17 километров (по шоссе) на север, там же ближайшая железнодорожная станция — Нижнегорская (на линии Джанкой — Феодосия). Транспортное сообщение осуществляется по региональной автодороге35Н-378 от шоссе Нижнегорский — Белогорск (по украинской классификации — С-0-10922).

## История
Село Эшкене, будущая Косточковка, выросло из одноимённого совхоза «Эшкене», основанного в 1921 году на базе национализированных экономий Эшкене (Крыма А. А. и Крыма А. Я.), впервые упомянутых в Статистическом справочнике Таврической губернии. Ч.II-я. Статистический очерк, выпуск пятый Феодосийский уезд, 1915 год, согласно которому в экономии Крыма А. Я. в составе Андреевской волости Феодосийского уезда числилось 9 дворов (1 двор с землёй, 8 — безземельные) со смешанным населением в количестве 25 человек «посторонних» жителей, из которых 15 мужчин и 10 женщин. В экономии числилось 1282 десятины удобной земли. В хозяйстве имелось 10 лошадей, 6 волов и 7 коров. Как местечко «Ичкине» с садом в 100 десятин того же владельца, упоминается в книге Николая Васильевича Рухлова «Обзор речных долин горной части Крыма» 1915 года.
После установления в Крыму Советской власти, по постановлению Крымревкома № 206 «Об изменении административных границ» от 8 января 1921 года была упразднена волостная система и село вошло в состав Ичкинского района Феодосийского уезда, а в 1922 году уезды получили название округов. 11 октября 1923 года, согласно постановлению ВЦИК, в административное деление Крымской АССР были внесены изменения, в результате которых округа были отменены, Ичкинский район упразднили, включив в состав Феодосийского в состав которого включили и село. Согласно Списку населённых пунктов Крымской АССР по Всесоюзной переписи 17 декабря 1926 года, в совхозе Эшкене, Саурчинского сельсовета Феодосийского района, числилось 13 дворов, все некрестьянские, население составляло 42 человека, из них 36 русских, 3 грека, 2 немца и 1 латыш. Постановлением ВЦИК «О реорганизации сети районов Крымской АССР» от 30 октября 1930 года был создан Сейтлерский район (по другим сведениям 15 сентября 1931 года) и селение передали в его состав. На 1935 год в путеводителе «Крым» описывается крупнейший в Крыму совхоз Эшкене с площадью садов 2800 гектаров (из них 2568 посажено в 1929 году); парк хозяйства состоял из 30 тракторов и множества другой техники. Видимо, тогда же был образован сельсовет, поскольку на 1940 год он уже существовал. По данным всесоюзной переписи населения 1939 года в селе проживало 272 человека.
В 1944 году, после освобождения Крыма от фашистов, 12 августа 1944 года было принято постановление № ГОКО-6372с «О переселении колхозников в районы Крыма» и в сентябре 1944 года в район приехали первые новоселы (320 семей) из Тамбовской области, а в начале 1950-х годов последовала вторая волна переселенцев из различных областей Украины. Указом Президиума Верховного Совета РСФСР от 21 августа 1945 года Эшкене было переименовано в Косточковку и Эшкенский сельсовет — в Косточковский. С 25 июня 1946 года Косточковка в составе Крымской области РСФСР, в том же году совхоз «Эшкене» переименован в совхоз «Весна». 26 апреля 1954 года Крымская область была передана из состава РСФСР в состав УССР. На 1959 год население составило 1026 человек. Время упразднения сельсовета и включения в Садовый пока не установлено: на 15 июня 1960 года село уже числилось в его составе. Сельсовет восстановлен в период с 1 января по 1 июня 1977 года. По данным переписи 1989 года в селе проживало 953 человека. С 12 февраля 1991 года село в восстановленной Крымской АССР, 26 февраля 1992 года переименованной в Автономную Республику Крым. С 21 марта 2014 года в составе Крыма аннексирована Россией.